# Monomethylhydrazin
Monomethylhydrazine (mono-methyl hydrazine, MMH) là một hợp chất hydrazine chết người, dễ bay hơi có công thức hóa học CH3(NH)NH2. Nó được sử dụng làm nhiên liệu tên lửa trong động cơ bipropellant như là một nhiên liệu "hypergolic" cùng với chất oxy hóa như đinitơ tetroxit (N
2O
4) và nitric acid (HNO
3). Nó được ký hiệu trong vai trò nhiên liệu tên lửa là MIL-PRF-27404.
MMH là một dẫn xuất của hydrazine mà được sử dụng làm nhiên liệu cho động cơ hệ thống điều chỉnh quỹ đạo-orbital maneuvering system (OMS) và hệ thống điều khiển phản ứng-reaction control system (RCS) của tàu con thoi. Nhiên liệu mà tàu con thoi sử dụng là MMH và MON-3 (một hỗn hợp của đinitơ tetroxit với xấp xỉ 3% nitric oxit). Chất hóa học này rất độc hại và là một tác nhân gây ung thư với liều lượng nhỏ, nhưng nó dễ dàng được tích trữ trong điều kiện trên quỹ đạo. MMH và unsymmetrical dimethylhydrazine (UDMH) có ưu điểm chủ yếu là chúng đạt độ ổn định để sử dụng trong động cơ tên lửa làm lạnh tái sinh. Cơ quan vũ trụ châu Âu (ESA) hiện đang cố gắng tìm kiếm một loai nhiên liệu mới để sử dụng trên tên lửa bipropellant thay vì sử dụng các nhiên liệu độc hại như MMH cùng với các dẫn xuất của nó.
MMH được cho là thành phần chính gây nên độc tố của nấm họ Gyromitra, đặc biệt là Gyromitra esculenta. Trong trường hợp này, MMH được tạo thành từ sự thủy phân gyromitrin.
MMH được sử dụng trong quá trình tổng hợp suritozole.